# Cimiteri militari italiani d'onore

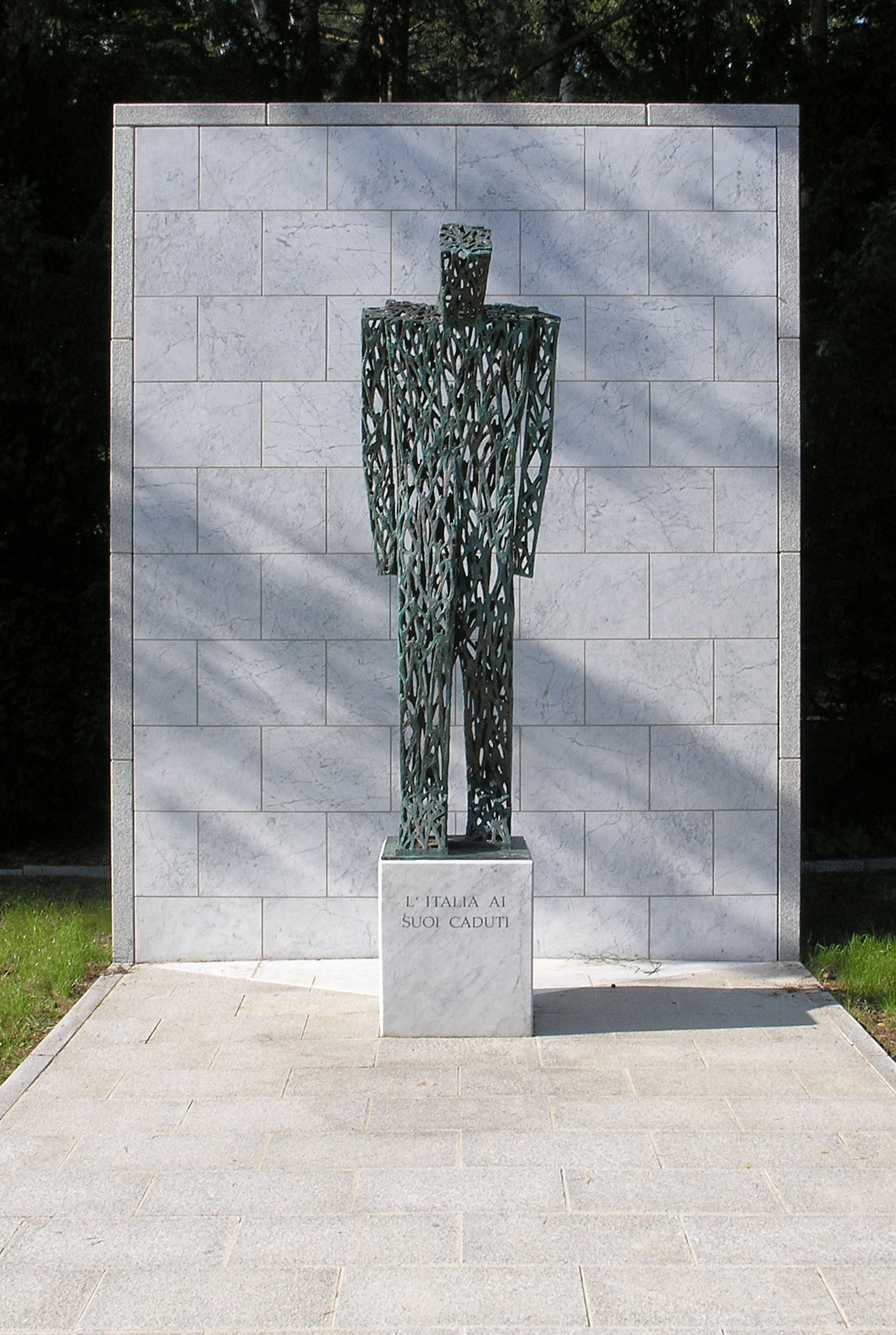
Monumento al cimitero militare italiano d'onore di Berlino

Per cimiteri militari italiani d'onore si intendono quei cimiteri militari che ospitano le spoglie di caduti italiani in guerra, tipicamente militari, ma anche, ad esempio, civili deportati durante la seconda guerra mondiale. Sono generalmente stati creati e sono generalmente amministrati dal Commissariato generale per le onoranze ai caduti in guerra (noto anche come Onorcaduti). La presenza di cimiteri militari italiani nei paesi esteri è di solito regolata da accordi internazionali.

## Europa

### Francia
Durante la prima guerra mondiale, vi fu un numero relativamente limitato di caduti italiani sul Fronte Occidentale. Il primo contingente è costituito dai volontari della Legione Garibaldina che combatterono sulle Argonne tra 1914 e 1915. Il secondo gruppo è rappresentato, da un lato, dagli ausiliari delle truppe ausiliarie italiane in Francia, dall'altro dai soldati del Corpo di spedizione del Regio Esercito, che combatté ancora sulle Argonne nel corso del 1918 e che contò circa 6 000 caduti, fra morti in combattimento e deceduti per altre cause. Quasi tutti i caduti italiani in terra francese (tra i quali vanno compresi anche i morti in prigionia tedesca nelle retrovie del fronte e i morti tra le truppe ausiliarie) vennero sepolti in cimiteri di guerra precari durante la guerra. Nel dopoguerra le autorità italiane si occuparono perciò di raccoglierli e si avviarono i lavori di costruzione dei due cimiteri militari italiani di Bligny, posto nei luoghi della Seconda battaglia della Marna, e di Soupir. Una prima fase di inumazioni in questi cimiteri riguardò circa 1 900 soldati e ausiliari sparsi in sepolture isolate o abbandonate e si concluse nel 1920. Altri caduti italiani (circa 3 000) vennero inumati in questo periodo in cimiteri militari o civili francesi. Una volta conclusa la prima fase, si iniziò quindi a traslare alcuni di essi nel solo cimitero di Bligny, ancora incompleto. Nel frattempo, nell'agosto 1921, con la legge 1074, viene permesso, su richiesta delle famiglie, il rimpatrio dei caduti all'estero, a spese dello Stato italiano. Questi rimpatri vennero organizzati collettivamente. Un primo contingente di 226 soldati vennero rimpatriati, via mare, da Reims a Napoli nell'agosto 1922. La maggior parte dei rimpatri avvenne, però, in tre fasi, tra il marzo e il maggio 1924: con una complessa operazione, 303 caduti provenienti da tutta la Francia (e persino dal Belgio) vennero prima raggruppati via treno in cinque diversi punti di raccolta, per essere poi rimpatriati in Italia, sempre su ferrovia, via Chambéry-Modane-Torino o via Ventimiglia. L'ultimo rimpatrio avvenne nel giugno 1925, quando altri 19 caduti vennero riportati in Italia. Quest'ultimo trasporto fu l'occasione di manifestazioni a Chambéry ineggianti all'amicizia franco-italiana. Infine, 24 caduti verranno rimpatriati in Italia dalle famiglie a proprie spese tra il 1921 e il 1926. In tutto, i caduti rimpatriati furono 593 soldati e ausiliari (comprendendovi anche Bruno e Costante Garibaldi e Lamberto Duranti, garibaldini rimpatriati con gli onori militari nel 1915).
Con la conclusione della maggior parte dei rimpatri, nel 1924 riprese l'attività di traslazione dei caduti italiani dai cimiteri sparsi francesi ai cimiteri militari di Bligny e Soupir. Dopo una prima traslazione di 183 caduti nel 1924, ne seguì un altro gruppo, con 1 819 caduti noti e di 310 ignoti, che avvennero tra il 1927 e il 1928. Ulteriori traslazioni avvennero anche in seguito, fino agli anni trenta. In questo periodo le autorità fasciste decisero di non procedere alla costruzione di un terzo cimitero militare italiano a Douai, preferendovi l'allargamento e l'arricchimento del sacrario di Bligny. Esso divenne quindi il luogo simbolo del sacrificio delle truppe italiane all'estero, oggetto di quel culto dei morti caro al fascismo anche verso gli altri sacrari della prima guerra mondiale. Il numero di sepolture italiane sparse si ridusse così drasticamente, ma non scomparve. In alcuni casi, infatti, laddove vi erano tante sepolture italiane in cimiteri ben custoditi, vennero lasciate nel luogo di sepoltura originario. Fu il caso, oltre che dei cimiteri elencati in tabella, dei cimiteri civili di Grenoble, Marsiglia, Saint-Chamas, La Ciotat e Moyeuvre-Grande, dove ancora oggi riposano militari italiani. Nel cimitero parigino d'Ivry vennero raggruppati tutti i caduti italiani sepolti nell'area metropolitana di Parigi. Con l'aggravarsi delle relazioni diplomatiche tra Italia e Francia alla fine degli anni trenta, vi furono sommovimenti da parte italiana miranti ad organizzare un rimpatrio di tutte le spoglie degli italiani sepolti a Bligny e a Soupir. Partita con una sottoscrizione pubblica lanciata da un gruppo fascista milanese, la proposta raggiunse anche gli ambienti della diplomazia italiana a Parigi, incontrando una netta ostilità da parte dell'opinione pubblica francese. L'inizio del nuovo conflitto mondiale farà però cadere ogni ipotesi in questo senso.
La seconda guerra mondiale per l'Italia si aprì con l'attacco alla Francia nel 1940. Dopo il giugno del 1940, l'unico fatto d'arme del Regio Esercito in terra francese fu l'occupazione italiana della Francia meridionale nel 1942. Gran parte dei soldati di occupazione della 4ª Armata (circa 60 000) furono catturati dopo l'8 settembre 1943 e alcuni di loro, invece di essere deportati in Germania, vennero internati come IMI in territorio francese, soprattutto nelle regioni annesse al Terzo Reich dell'Alsazia e della Lorena, in condizioni molto dure. La maggior parte degli IMI morti in prigionia venne successivamente esumata e sepolta nel sacrario militare di Saint-Mandrier-sur-Mer, aperto nel 1970. Altri italiani fatti prigionieri dai tedeschi accettarono di cooperare come lavoratori volontari ausiliari, spesso con la speranza di essere rimpatriati, oppure nell'Organizzazione Todt. Questi soldati rimasero generalmente in Francia, collocati in campi di lavoro. Altri italiani combatterono come maquisards nella Resistenza francese. Essi sono generalmente sepolti nei cimiteri militari francesi della seconda guerra mondiale. Alcune decine di migliaia di italiani, infine, combatterono come ausiliari al fianco degli Alleati nel corso della Battaglia di Normandia e qualche decina di essi morì. Questi sono sepolti solitamente all'interno dei cimiteri alleati in Francia.
| Cimitero                                             | Luogo                      | Data di apertura           | Caduti italiani            | di cui ignoti              | Periodo                    | Categoria                                      |
| Cimiteri militari italiani                           | Cimiteri militari italiani | Cimiteri militari italiani | Cimiteri militari italiani | Cimiteri militari italiani | Cimiteri militari italiani | Cimiteri militari italiani                     |
| ---------------------------------------------------- | -------------------------- | -------------------------- | -------------------------- | -------------------------- | -------------------------- | ---------------------------------------------- |
| Cimitero militare italiano di Bligny                 | Bligny                     | 1919                       | 4421                       | 1366                       | 1914-1918                  | militari (combattenti, ausiliari, prigionieri) |
| Cimitero militare italiano di Soupir                 | Soupir                     | 1920                       | 588                        |                            | apr-nov 1918               | militari (combattenti)                         |
| Sacrario militare italiano di Saint-Mandrier-sur-Mer | Saint-Mandrier-sur-Mer     | 1970                       | 973                        | 104                        | 1914-1945                  | militari (Internati Militari, altri)           |
| Riquadri militari italiani                           |                            |                            |                            |                            |                            |                                                |
| Cimiteri de la Guillotière                           | Lione                      | /                          | 71                         |                            | 1914-1918                  | militari (combattenti)                         |
| Cimitero militare internazionale de la Doua          | Villeurbanne               | /                          | 66                         |                            | 1914-1918                  | militari (combattenti)                         |
| Cimitero parigino d'Ivry                             | Ivry-sur-Seine             | /                          | 37                         |                            | 1914-1918                  | militari                                       |
| Cimitero militare internazionale di Chambière        | Metz                       | /                          | 91                         |                            | 1917-1919                  | militari (prigionieri di guerra)               |
| Sepolture italiane in altri cimiteri                 |                            |                            |                            |                            |                            |                                                |
| Cimitero di Charrière Neuve                          | Chambéry                   | /                          | 23                         |                            | 1914-1918                  | militari                                       |
| Cimitero militare internazionale di Labry            | Labry                      | /                          | 123                        |                            | 1914-1918                  | militari                                       |
| Cimitero di Péjoces                                  | Digione                    | /                          | 14                         |                            | 1914-1918                  | militari                                       |
| Cimitero di Oullins                                  | Oullins                    | /                          | 65                         |                            | 1914-1918                  | militari                                       |
| Cimitero militare tedesco di Montmédy                | Montmédy                   | /                          | 36                         |                            | 1916-1918                  | militari (prigionieri di guerra)               |

### Belgio
In Belgio si trovano i resti di 551 soldati italiani morti sul Fronte Occidentale o come prigionieri di guerra nella Prima Guerra Mondiale, di 5 civili morti in campi di concentramento e di transito in Belgio e di 1 italiano membro della Resistenza belga fucilato da tedeschi. Oltre che nei cimiteri elencati in tabella vi sono 12 caduti italiani della Prima guerra mondiale anche nei locali camposanti di Ixelles e di Anderlecht, mentre i 5 deportati civili italiani si trovano nei cimiteri militari tedeschi di Lommel e di Recogne.
| Cimitero                             | Luogo                      | Caduti italiani            | di cui ignoti              | Periodo                    | Categoria                        |
| Riquadri militari italiani           | Riquadri militari italiani | Riquadri militari italiani | Riquadri militari italiani | Riquadri militari italiani | Riquadri militari italiani       |
| ------------------------------------ | -------------------------- | -------------------------- | -------------------------- | -------------------------- | -------------------------------- |
| Cimitero di Robermont                | Liegi                      | 350                        | 8                          | 1914-1918                  | militari                         |
| Cimitero militare belga di Houthulst | Houthulst                  | 74                         | 7                          | 1916-1918                  | militari (prigionieri di guerra) |
| Cimitero di Namur                    | Namur                      | 15                         |                            | 1914-1918                  | militari                         |
| Sepolture italiane in altri cimiteri |                            |                            |                            |                            |                                  |
| Schoonselhof                         | Anversa                    | 41                         |                            | 1914-1918                  | militari                         |
| Westerbegraafplaats                  | Gand                       | 24                         |                            | 1914-1918                  | militari                         |
| Cimitero militare di Virton Bellevue | Virton                     | 28                         |                            | 1914-1918                  | militari                         |

### Paesi Bassi
Nei Paesi Bassi sono sepolti 343 italiani caduti durante i conflitti mondiali. Tra di essi, 30 sono militari italiani fatti prigionieri dai tedeschi nella Prima Guerra Mondiale e morti nei neutrali Paesi Bassi di ritorno dalla prigionia. Tutti noti, nel 1919 vennero inumati originariamente nel cimitero di Crooswijk a Rotterdam, per essere poi traslati nel 1961 ed essere sepolti ad Amersfoort assieme ai caduti del secondo conflitto mondiale. Questi ultimi sono 313, 152 Internati Militari e 161 tra deportati per motivi politici o razziali e lavoratori civili (spesso coatti): 30 di essi sono noti e riposano anch'essi ad Amersfoort. Gli altri 283 caduti ignoti sono invece sepolti nei luoghi del loro internamento da parte tedesca, assieme ai caduti dei deportati e dei prigionieri di guerra in mano tedesca di altre nazionalità.
| Cimitero                                    | Luogo      | Caduti italiani | Periodo   | Categoria |
| ------------------------------------------- | ---------- | --------------- | --------- | --- |
| Cimitero militare internazionale di Rusthof | Amersfoort | 60              | 1916-1945 | 1ª GM: militari (prigionieri di guerra in transito) 2ª GM: militari (IMI), civili (deportati, lavoratori coatti e volontari) |

### Norvegia
In Norvegia si trovano i resti di 5 soldati italiani, tutti morti durante la seconda guerra mondiale. Le loro spoglie si trovano all'interno dei cimiteri militari tedeschi di Trondheim e di Narvik. Oltre ad essi 4 marinai italiani sono morti in navi affondate in acque norvegesi, sempre durante il secondo conflitto mondiale.

### Danimarca
La Danimarca ospita i resti di 24 italiani morti in tempo di guerra, 13 dei quali morti di ritorno dalla prigionia nella prima guerra mondiale, e 11 deceduti durante il secondo conflitto mondiale. La maggior parte dei caduti, 19, è sepolta nel cimitero Vestre di Copenaghen, dove sono ospitati tutti i deceduti primo conflitto mondiale e 6 dei morti nel secondo. Sempre nella capitale danese, ma nel cimitero di Bispebjerg, riposa 1 partigiano deportato, morto in un bombardamento a Danzica. Gli altri caduti, tutti nella seconda guerra mondiale, si trovano sparsi nei cimiteri civili locali di Frederikshavn, Tønder e di Kastrup (frazione del comune di Vordingborg).

### Finlandia
In Finlandia riposano i resti di un solo caduto italiano in guerra, un aviatore italiano in forza alle Forze aeree finlandesi morto durante la Guerra d'inverno nel 1940. È sepolto tra i caduti finlandesi della Guerra d'Inverno nel cimitero di Hietaniemi.

### Regno Unito
Durante la seconda guerra mondiale 157 000 prigionieri di guerra italiani vennero trasportati nel Regno Unito, nella maggior parte dei casi in seguito agli eventi bellici in Africa settentrionale a partire dal 1941. I prigionieri italiani vennero in grande maggioranza utilizzati per lavori agricoli in aziende sparse per tutto il Regno. Perciò i 579 soldati italiani morti durante la prigionia in terra britannica, tutti noti, furono inizialmente sepolti in 188 diverse località. Subito dopo la guerra, le autorità italiane esumarono 212 di questi caduti dalle provvisorie sepolture di guerra per inumarli in 54 diversi cimiteri, in gran parte cimiteri militari britannici e tedeschi, ma in qualche caso anche in cimiteri civili locali. In seguito all'accordo tra Italia e Commonwealth sulle tombe di guerra, ratificato nel 1955, la cura delle tombe italiane passò direttamente alla Commonwealth War Graves Commission, che a partire dal 1957 procedette a trasferire nel cimitero di Brookwood i 347 caduti rimasti da traslare.
| Cimitero                   | Luogo                      | Caduti italiani            | Periodo                    | Categoria                        |
| Riquadri militari italiani | Riquadri militari italiani | Riquadri militari italiani | Riquadri militari italiani | Riquadri militari italiani       |
| -------------------------- | -------------------------- | -------------------------- | -------------------------- | -------------------------------- |
| Cimitero di Brookwood      | Brookwood                  | 347                        | 1941-1945                  | militari (prigionieri di guerra) |
| Cimitero di Beachley       | Beachley, Tidenham         | 42                         | 1941-1945                  | militari (prigionieri di guerra) |

### Spagna
La Guerra civile spagnola vide un intervento italiano da ambo le parti. Da un lato Mussolini inviò a sostegno delle truppe nazionaliste di Franco dapprima soltanto mezzi e poi in misura crescente uomini, che andarono a formare il Corpo Truppe Volontarie. Questo Corpo era formato formalmente soltanto da truppe volontarie, ma in pratica l'intervento italiano fu talmente massiccio da venir definito una "guerra non dichiarata dell'Italia verso la Repubblica Spagnola". Al culmine dell'impegno italiano, nel febbraio 1937, vi saranno infatti più di 44 000 soldati italiani in Spagna, tra camicie nere della MVSN e soldati del Regio Esercito. In tutto i soldati che passeranno per la Spagna saranno 76 000, mentre le stime riguardanti i caduti totali nel corso della guerra variano da 3318 a 3445 (ai quali vanno aggiunti i 218 dispersi e i morti in Italia in seguito alle ferite riportate, stimati tra i 133 e i 142). Dall'altra parte vi fu però una presenza italiana anche tra le truppe repubblicane: oltre alle iniziali esperienze della Colonna Italiana e del Battaglione Matteotti, l'esperienza numericamente più significativa sarà quella del Battaglione Garibaldi (poi Brigata). In tutto i volontari antifascisti di varia estrazione politica che parteciparono alla guerra civile spagnola saranno tra i 4000 e i 5500, con all'incirca 600 tra morti e dispersi.
L'esito della guerra civile ha influenzato anche la sistemazione dei caduti delle due parti. I cimiteri militari italiani vennero infatti progettati per ospitare soltanto i caduti fascisti, sepolti in due cimiteri militari sulle Baleari (a Ciutadella sull'isola di Minorca e a Palma di Maiorca) e in due sacrari sulla terraferma. Di questi uno, chiamato la piramide degli Italiani, venne creato sul passo di Puerto del Escudo, mentre l'altro, il più importante, venne costruito in un imponente complesso in stile neomedievale nel centro di Saragozza dotato di una torre-ossario alta più di 40 metri (ma nei piani originari doveva essere alta il doppio). La costruzione del sacrario iniziò nel 1942 ma dovette interrompersi a causa della caduta del fascismo, e venne conclusa soltanto dalla Repubblica Italiana nel luglio 1945. Rispetto al progetto originario, che prevedeva di ospitare nel sacrario soltanto i caduti fascisti, il sacrario venne dedicato, nonostante l'opposizione del regime franchista, a tutti i caduti italiani nella guerra civile, anche se vi erano ancora sepolti soltanto caduti fascisti.
Nel 1975 il sacrario di Puerto del Escudo venne chiuso, in parte per le difficoltà di manutenzione in un luogo molto esposto alle intemperie, in parte in seguito a un incidente stradale nel quale nel 1971 erano morti 12 ex combattenti in visita al cimitero. Dei caduti lì sepolti, 268 vennero rimpatriati (questi caduti costituiscono la grandissima parte dei 274 rimpatriati totali nel corso degli anni), mentre 104 vennero trasferiti nel sacrario di Saragozza. Nel 1987 vennero trasferiti da Huesca a Saragozza anche i soli 22 volontari italiani caduti identificabili di parte repubblicana. La gran parte di questi ultimi (527 quelli noti, compresi anche i dispersi) era infatti stata seppellita in fosse comuni o comunque non individuabili, una sorte toccata anche a 15 italiani morti di parte fascista. Un numero imprecisato di italiani è poi ancora sepolto in cimiteri civili sparsi per la Spagna. Un caso a parte infine è costituito dal riquadro militare italiano di Mahón. La quasi totalità dei caduti italiani ivi sepolti è costituita infatti da naufraghi della corazzata Roma e da marinai delle navi al seguito, tutti gravemente feriti il 9 settembre 1943 nell'attacco tedesco al convoglio, internati nella cittadina balearica e deceduti nell'ospedale locale.
| Cimitero                                | Luogo                      | Data di apertura           | Caduti italiani            | Periodo                    | Categoria                   |
| Cimiteri militari italiani              | Cimiteri militari italiani | Cimiteri militari italiani | Cimiteri militari italiani | Cimiteri militari italiani | Cimiteri militari italiani  |
| --------------------------------------- | -------------------------- | -------------------------- | -------------------------- | -------------------------- | --------------------------- |
| Sacrario militare italiano di Saragozza | Saragozza                  | 1945                       | 2889                       | 1936-1939                  | militari (combattenti)      |
| Riquadri e monumenti militari italiani  |                            |                            |                            |                            |                             |
| Cimitero municipale di Palma            | Palma di Maiorca           | /                          | 35                         | 1937-1939                  | militari (combattenti)      |
| Cimitero di Ciutadella                  | Ciutadella de Menorca      | /                          | 4                          | agosto 1937                | militari (combattenti)      |
| Cimitero di Mahón                       | Mahón                      | /                          | 29                         | 1937-1943                  | militari (internati, altri) |

### Svizzera
In seguito all'annuncio dell'armistizio nel settembre 1943, 20 000 soldati italiani trovarono rifugio nella Confederazione elvetica, dove vennero internati in quanto soldati di una potenza belligerante, rimanendovi fino alla fine della guerra. In questo periodo 65 di essi morirono e sono oggi sepolti in 42 diversi cimiteri civili svizzeri.

### Cimiteri militari italiani d'onore in Austria, Germania e Polonia
Dopo l'armistizio siglato dall'Italia con gli anglo-americani, annunciato dal maresciallo Badoglio l'8 settembre 1943, oltre 650.000 militari italiani, dislocati in Italia o nelle zone d'occupazione, furono fatti prigionieri dai tedeschi ed internati in campi di concentramento (Stammlager/Oflager), siti in terra tedesca, austriaca e polacca.
Da quel momento avrebbero dovuto affrontare venti mesi di sfruttamento come forza lavoro in condizioni disumane, con turni massacranti e un regime alimentare decisamente insufficiente.
Lo status d'Internati Militari Italiani contribuì oltremodo ad aggravare la loro situazione. Infatti la condizione di IMI (Italienische Militär-Internierte), non contemplata dalla Convenzione di Ginevra, impedì loro di ricevere ogni tipo di assistenza dalla Croce Rossa, prevista invece per i Kriegsgefangenen, appunto i prigionieri di guerra.
I prigionieri furono largamente utilizzati nell'industria bellica, bersagliata di continuo dai bombardieri alleati.
Molti furono vittime delle incursioni aeree inglesi o americane, ma la maggior parte dei decessi fu causata dalle malattie o dalla scarsa e cattiva alimentazione che portò molti giovani al deperimento organico, fino alla loro morte. Furono migliaia i soldati italiani che persero la vita nei lager tedeschi.
I deceduti vennero sepolti nei cimiteri all'interno, o nei pressi dei lager, ma molti furono inumati anche nei cimiteri comunali, in reparti separati dalle altre sepolture, nelle località dov'erano impiegati presso i comandi di lavoro esterni. Altri ancora finirono in fosse comuni, o in sepolture che ne resero impossibile l'identificazione.
Sorte ancor peggiore toccò ad altri 30.000 italiani, fatti prigionieri per motivi politici o razziali, e deportati in campi di concentramento o di sterminio.
A differenza dei campi per militari, che erano gestiti dalla Wehrmacht, cioè da soldati dell'esercito regolare tedesco, i campi per civili erano gestiti dalle SS, un'unità paramilitare del Partito Nazista la cui ideologia puntava all'annientamento delle cosiddette «razze inferiori» e all'eliminazione di tutti gli oppositori politici.
Chi venne inviato in un Vernichtungslager - cioè un campo di sterminio - fu destinato in breve tempo, se considerato non idoneo al lavoro, ad essere avvelenato con lo Zyklon B, l'insetticida cianogenetico utilizzato nelle camere a gas.
In ogni caso, per tutti indistintamente, era previsto lo sfruttamento come forza lavoro fino allo sfinimento e alla morte.
Infatti, una circolare inviata a tutti i campi di concentramento, firmata dall'SS-Obergruppenführer Oswald Pohl, comandante dell'Ufficio centrale economico e amministrativo delle SS, già dal 30 aprile 1942 prevedeva il «Vernichtung durch Arbeit», cioè l'annientamento attraverso il lavoro.
Quasi tutti i deceduti in questi lager non ricevettero una degna sepoltura e finirono nei forni crematori.
Solo verso la fine della guerra, a causa delle generali difficoltà di trasporto e la mancanza di carburante, i deportati che morirono in sottocampi a notevole distanza dai campi centrali, non furono più trasportati ai crematori dei lager, ma sepolti nei cimiteri locali.
Dopo le liberazioni dei campi di concentramento in Polonia, Austria e Germania, inoltre, si dovette procedere tempestivamente ad inumazioni di massa in fosse comuni, per evitare il diffondersi di epidemie che avrebbero decimato i sopravvissuti. Solo alcune centinaia di questi sventurati ebbero il «privilegio» di una sepoltura dignitosa.
Tutti questi caduti, civili o militari, morirono dopo atroci patimenti, in ragione del loro pensiero, della loro religione, o per il loro «no» alla richiesta di continuare a combattere a fianco dei tedeschi.
Nell'immediato dopoguerra, viste le enormi difficoltà di comunicazione e di ricerca, gran parte di questi giovani furono dati per dispersi.
I parenti, ormai rassegnati all'idea della morte del loro caro, tentarono d'individuare almeno il luogo di sepoltura, ma molto spesso con scarsi risultati.
Il 9 gennaio 1951, il Presidente della Repubblica Italiana Luigi Einaudi firmava la legge n° 204, che al secondo comma dell'articolo 4 vietava il rimpatrio delle salme dei caduti in guerra. L'articolo recitava: «Le Salme definitivamente sistemate a cura del Commissario generale non possono essere più concesse ai congiunti».
Dall'entrata in vigore di questa normativa, chi avesse avuto un parente morto in un campo di prigionia per mano tedesca e traslato in uno dei cimiteri militari italiani gestiti da Onorcaduti, non avrebbe più avuto la possibilità di rimpatriarne le spoglie.

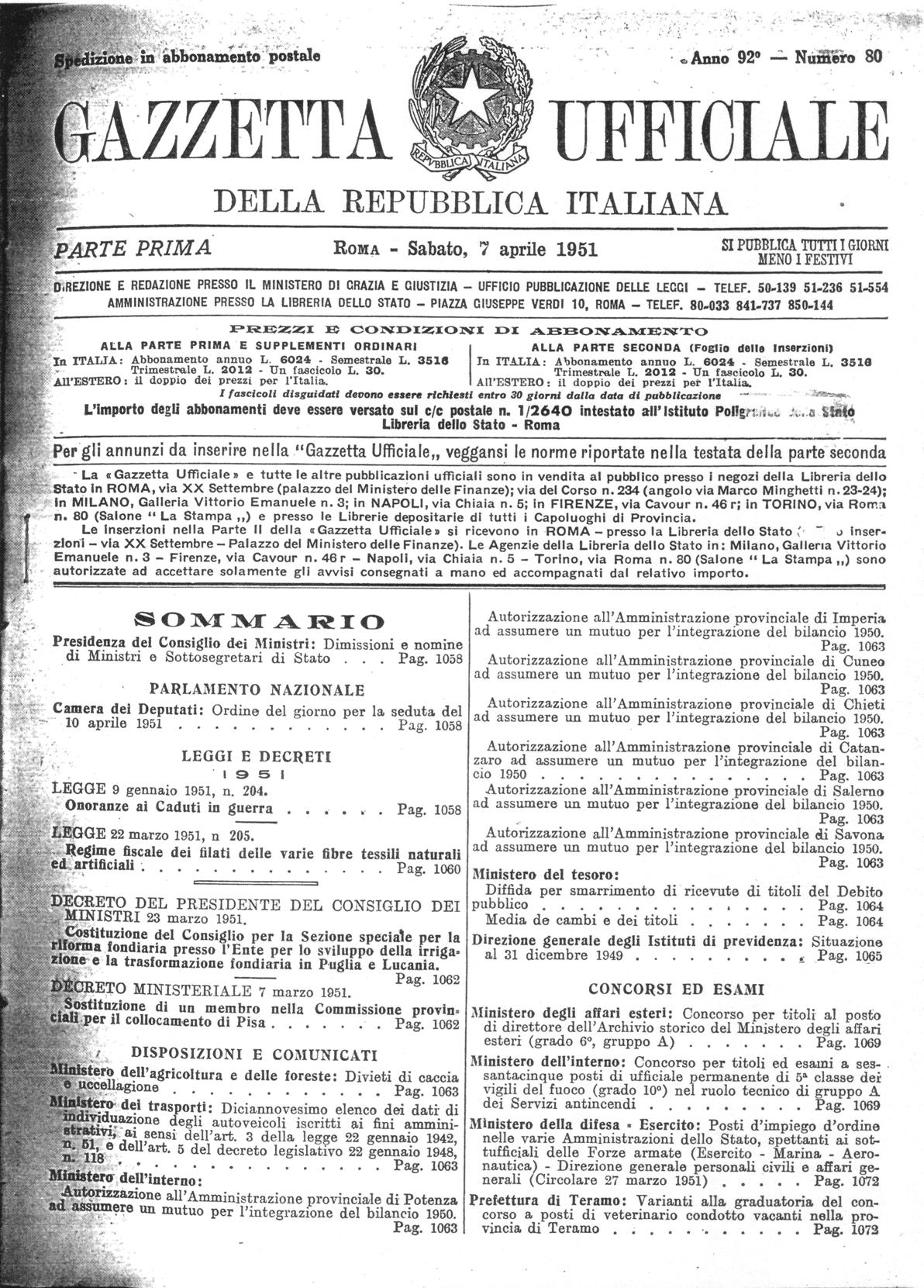
Pubblicazione della Legge 204/51 sulla Gazzetta Ufficiale del 7 aprile 1951
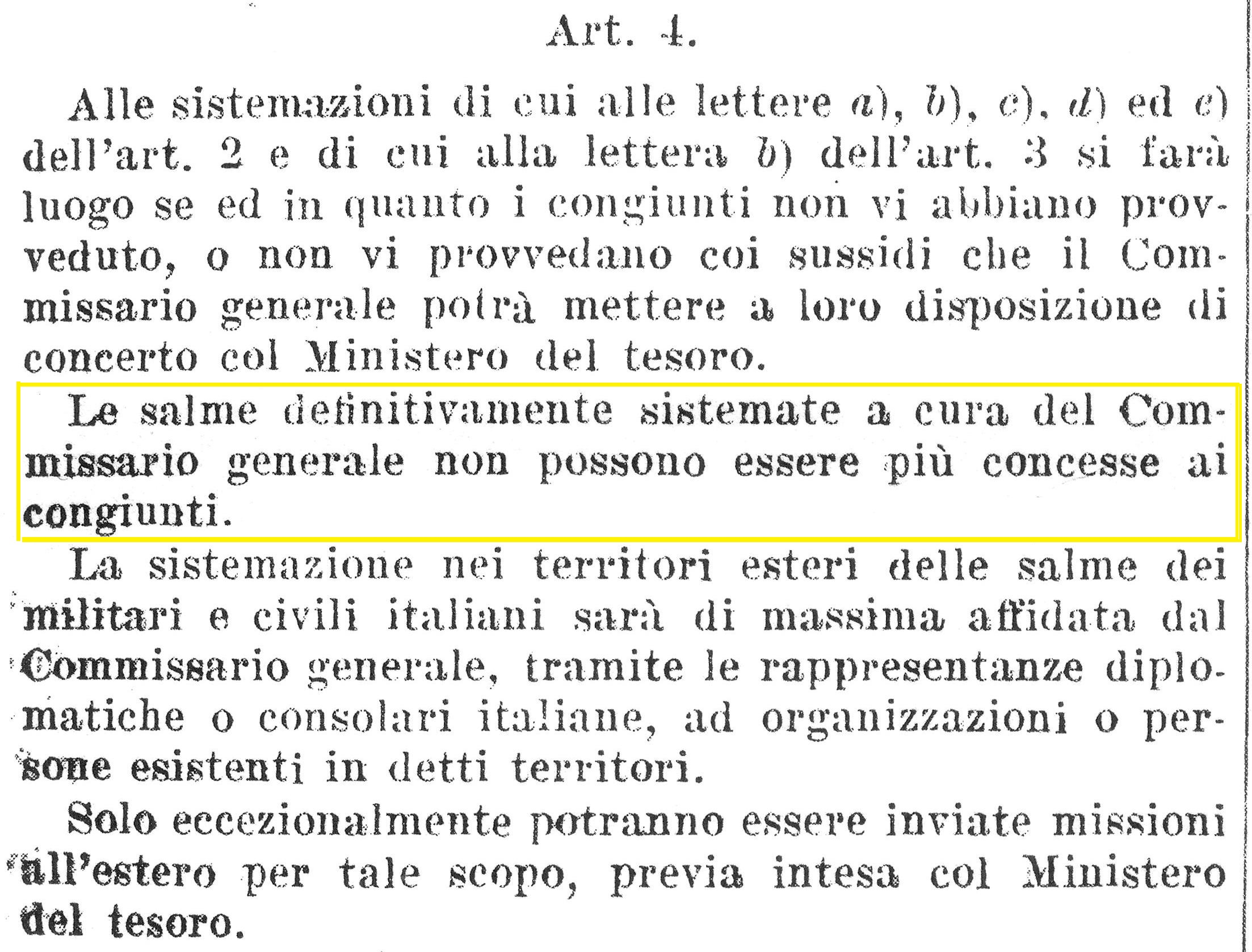
Legge 9 gennaio 1951 - N° 204 - Articolo 4

Il 23 ottobre 1954 fu firmata a Parigi da Pierre Mendès France, per la Repubblica francese, e Konrad Adenauer, per la Repubblica Federale tedesca, una convenzione per la ricerca e la raccolta delle vittime di guerra in cimiteri d'onore.
Grazie alla documentazione del Servizio Internazionale di Ricerche della Croce Rossa, al grandissimo e difficoltoso lavoro di esumazione e riconoscimento dei caduti, da parte della Missione francese del Ministero degli Ex Combattenti e Vittime di Guerra, alla collaborazione di Uffici Civili e Religiosi locali e alla cooperazione del Governo federale tedesco, nella seconda metà degli anni ‘50 il Commissariato Generale per le Onoranze ai Caduti in Guerra del Ministero della Difesa riuscì a rintracciare le spoglie degli italiani sepolti in Germania, facendole traslare nei cimiteri militari italiani d'onore di Amburgo, Berlino, Francoforte sul Meno e Monaco di Baviera.
In Austria le salme individuate furono sepolte nel Cimitero Militare Italiano di Mauthausen, mentre in Polonia i resti mortali degli Italiani caduti furono sepolti nel Cimitero Militare di Bielany, un sobborgo di Varsavia.
Oltre a quelle dei militari, furono recuperate le spoglie dei deportati civili morti nei giorni successivi o appena precedenti le liberazioni dei lager, o deceduti durante le famigerate marce di trasferimento, le cosiddette «marce della morte».
Alla fine, gli Italiani sepolti nei sei sacrari furono 16.079. Tra questi anche 151 donne, 46 tra neonati e bambini con meno di 13 anni e 95 ragazzi con un'età compresa tra i 14 e i 18 anni.
Molti dei parenti di questi sventurati non vennero mai a sapere di avere un congiunto sepolto in uno di questi cimiteri.
Solamente nel 1999 la Legge 9 gennaio 1951 N° 204 fu finalmente modificata permettendo il rientro in Italia dei resti mortali dei caduti sepolti nei cimiteri militari italiani d'onore.
Dal novembre 2009 il Commissariato Generale per le Onoranze ai Caduti in Guerra ha posto in rete la banca dati delle sepolture dei caduti in guerra.

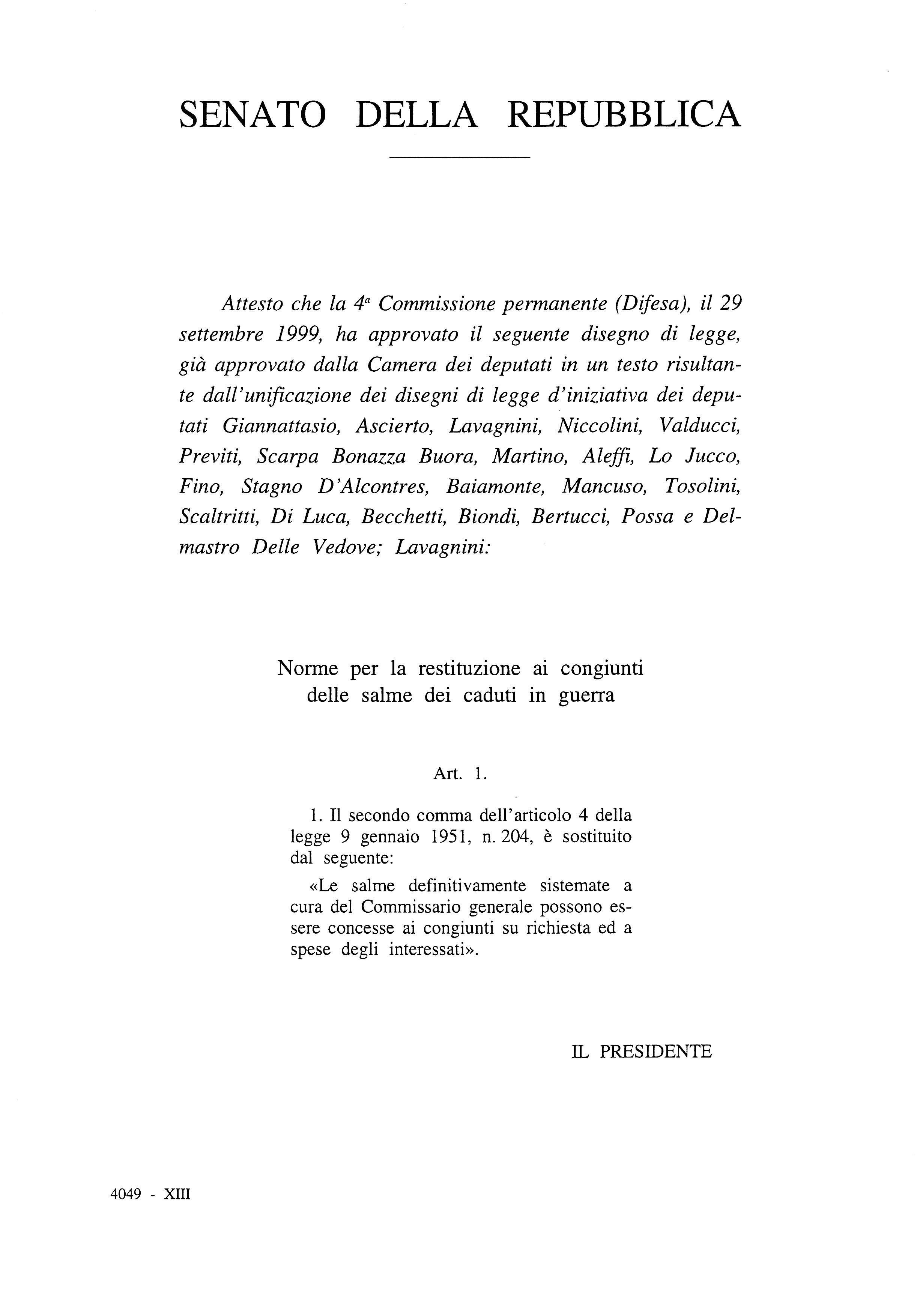
Senato della Repubblica - Approvazione della modifica all'articolo 4 della legge 204/51
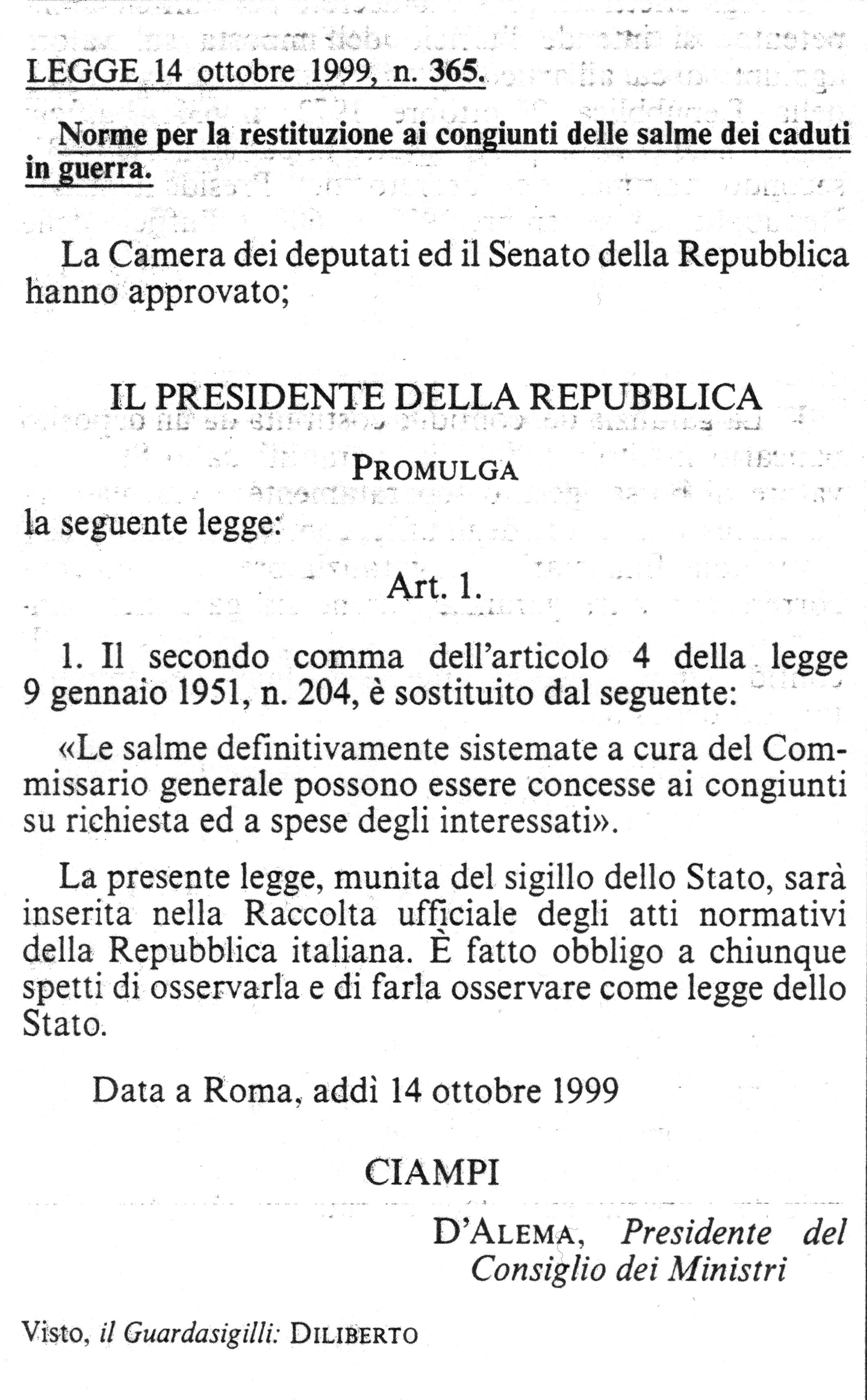
Articolo 4 modificato
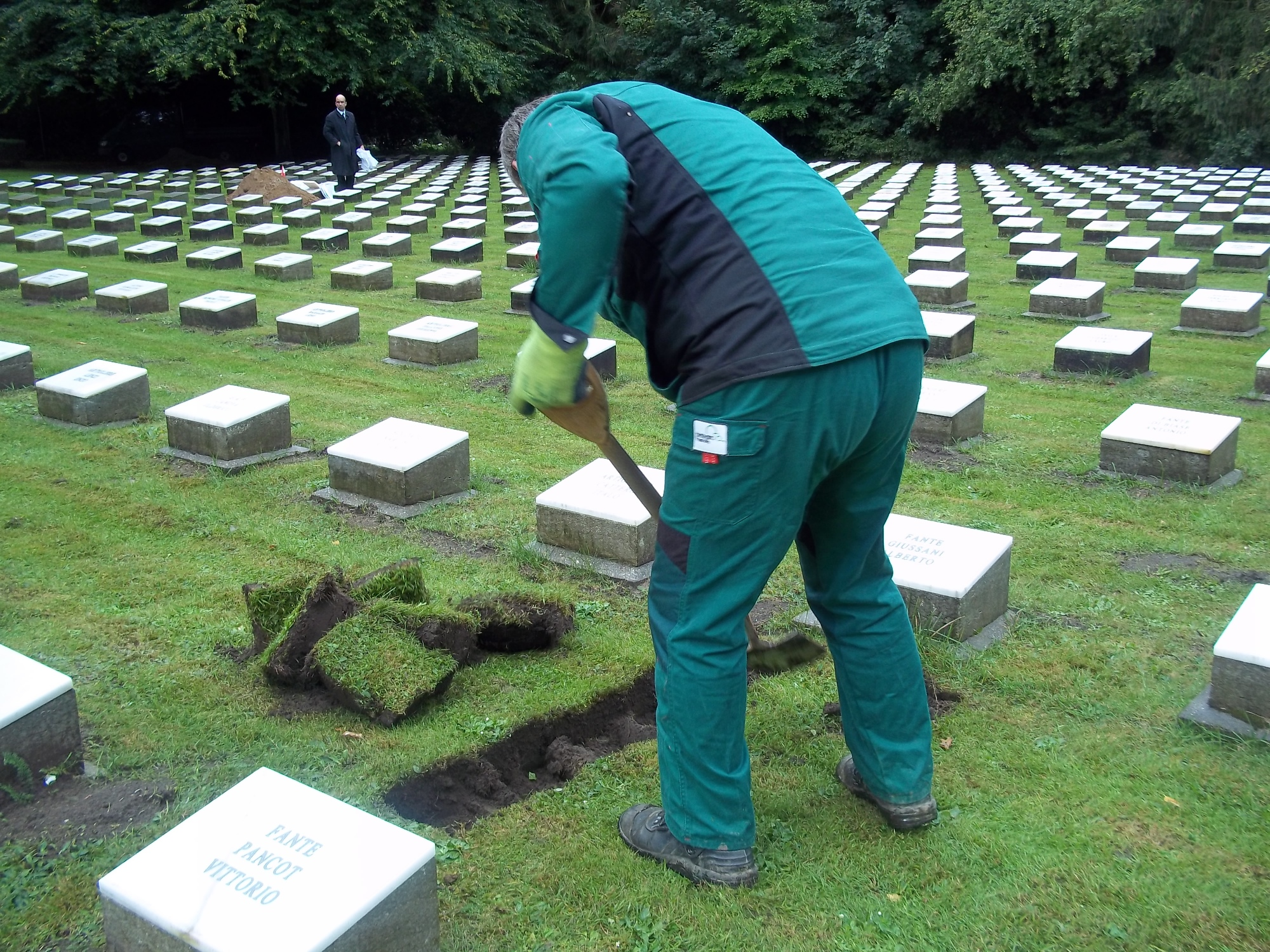
Riesumazioni ad Amburgo (1)
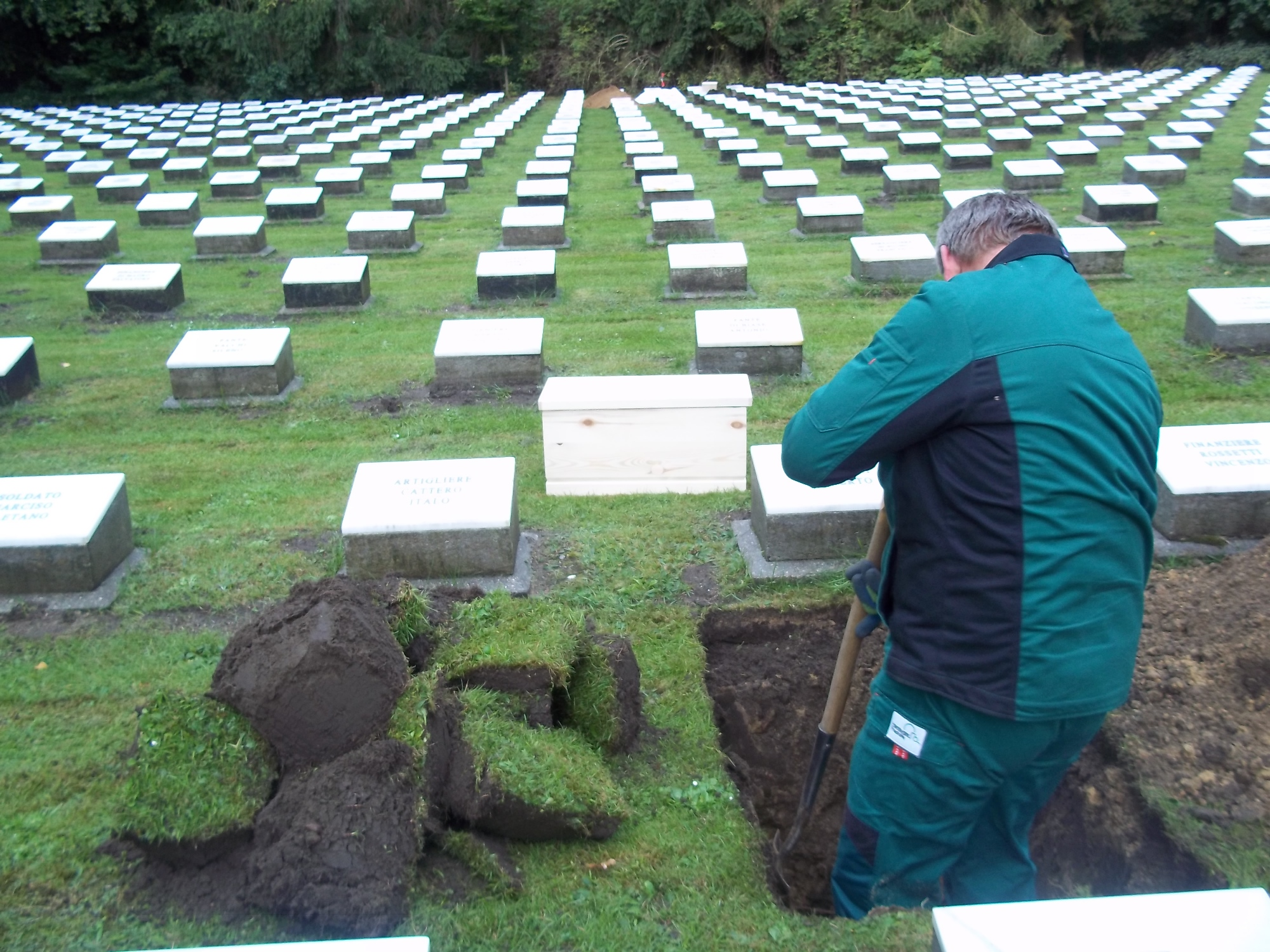
Riesumazioni ad Amburgo (2)
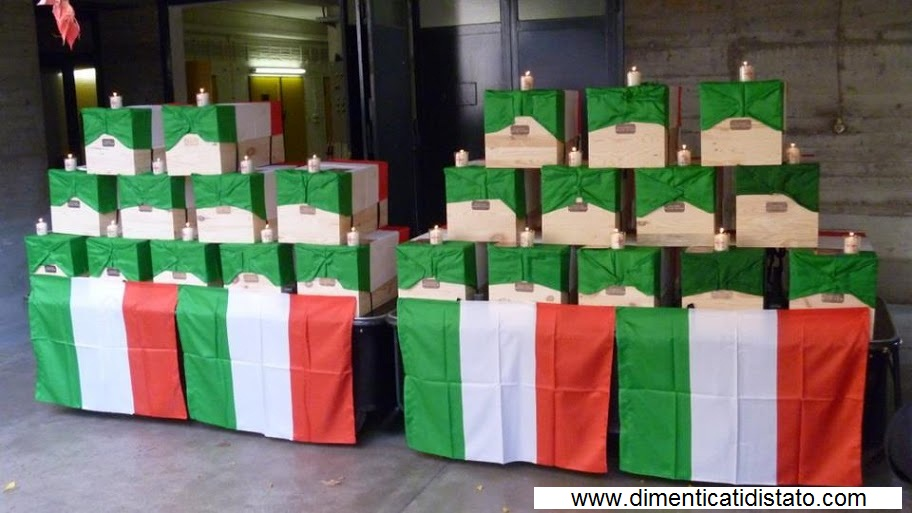
Rimpatri da Francoforte sul Meno
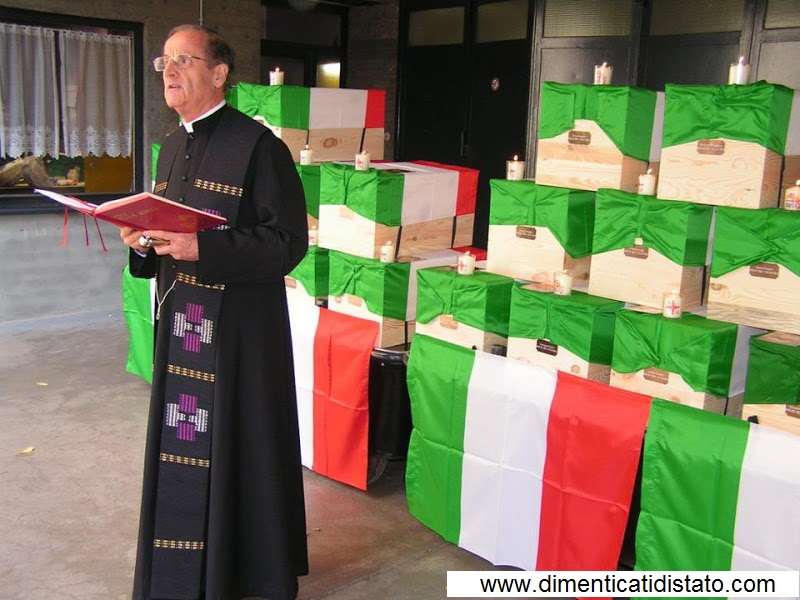
Benedizione dei Resti mortali